# Dendrophyllia florulenta
Espèce
Statut CITES
Dendrophyllia florulenta est une espèce de coraux appartenant à la famille des Dendrophylliidae.